# Харрисон, Джейн Эллен
Джейн Эллен Харрисон (англ. Jane Ellen Harrison; 9 сентября 1850 — 15 апреля 1928) — британский антиковед, лингвист, феминистка. Харрисон, наряду с Карлом Кереньи и Вальтером Буркертом, была одной из учёных, положивших начало современным исследованиям в области греческой мифологии. Она использовала археологические находки XIX века для интерпретации греческой религии, применяя методы, ставшие в дальнейшем стандартными. Современная антиковед и биограф Харрисон Мэри Бирд называет её «в некотором роде… первой женщиной — профессиональным [университетским] учёным в стране».

## Личная жизнь
Джейн Эллен Харрисон родилась в Коттингхеме, Йоркшир, и получила начальное образование под опекой гувернантки. Она изучала немецкий, латынь, греческий, иврит. В дальнейшем этот список расширился до приблизительно шестнадцати языков, включая русский. Большую часть своей профессиональной жизни Харрисон провела в Ньюнхеме, прогрессивном, недавно основанном колледже для женщин в Кембридже. Одной из её студенток была писательница и поэтесса Хоуп Миррлиз; они жили вместе с 1913 года до самой смерти Харрисон.
Харрисон знала Эдварда Бёрн-Джонса и Уолтера Патера, была связана с Группой Блумсбери, включавшей Вирджинию Вулф (которая была близкой подругой Харрисон), Литтона Стрейчи, Клайва Белла и Роджера Фрая. Вместе с Гилбертом Марри, Ф. М. Корнфордом и А. Б. Куком она входила в группу, известную как Кембриджские ритуалисты; члены этой группы интересовались приложением антропологии и этнографии к изучению античного искусства и ритуалов.
Харрисон была, по крайней мере идеологически, умеренной суфражисткой. Вместо поддержки этого движения с помощью протеста, Харрисон использовала для защиты женского избирательного права антропологию. В ответе на антисуфражистскую критику Харрисон демонстрирует свои убеждения: «[Женское движение] — это не попытка присвоить прерогативы мужчин как пола; это даже не попытка утвердить привилегии женщин как пола; это всего лишь потребность, чтобы в жизни женщин, как и в жизни мужчин, находилось место и свобода для чего-то большего, чем и мужское, и женское, — для человеческого». В этом вопросе девизом Харрисон были слова Теренция: «homo sum; humani nihil mihi alienum est» («Я — человек, и ничто человеческое мне не чуждо»).

## Научная деятельность
Харрисон начала формальное образование в Сheltenham Ladies' College, где получила сертификат о высшем образовании. В 1874 году она продолжила изучение классической филологии в Ньюнхем-колледже Кембриджского университета. За свои ранние работы Харрисон получила две почётных докторских степени, в Абердинском университете в 1895 году и в Даремском университете в 1897. Такое признание её научных заслуг дало Харрисон возможность вернуться в Ньюнхем-колледж в качестве лектора в 1898 году, эту должность она занимала до выхода на пенсию в 1922.

### Ранние работы
Первая монография Харрисон, изданная в 1882 году, была основана на тезисе о том, что в «Одиссее» Гомера и в мотивах греческой вазовой живописи использованы общие глубокие мифологические источники, и на не бывшем ранее популярным в классической археологии мнении, что репертуар вазописцев может дать новую информацию о мифах и ритуалах.
Подход Харрисон в одной из наиболее известных её работ «Введение в изучение греческой религии» (англ. Prolegomena to the Study of Greek Religion, 1903) основан на движении от ритуала к вдохновленному им мифу: «В теологии факты тяжелее отыскать, правду сложнее сформулировать, чем в ритуалах». Она анализирует в книге известные греческие фестивали: Анфестерии, Таргелии, Каллинтерии, Плинтерии, женские фестивали, в которых она обнаружила много первобытных пережитков, Тесмофории, Аррефории, Скирофории, Стении, Галои.

### Культурная эволюция и социальный дарвинизм
Харрисон также исследовала культурное приложение теории Чарльза Дарвина. На Харрисон и её поколение оказал влияние антрополог Эдуард Бернетт Тайлор, считающийся отцом эволюционной теории развития культуры, особенно его труд 1871 года «Первобытная культура: Исследования развития мифологии, философии, религии, языка, искусства и обычаев» (англ. Primitive Culture: researches into the development of mythology, philosophy, religion, language, art, and custom). Проанализировав происхождение религии с точки зрения социального дарвинизма, Харрисон пришла к выводу, что религиозность антиинтеллектуальна и догматична, однако религия и мистицизм являются культурной необходимостью. В эссе «Влияние дарвинизма на изучение религии» (англ. The Influence of Darwinism on the Study of Religion, 1909) Харрисон заключила: «Каждая из созданных до сих пор догматических религий, вероятно, ошибочна, но несмотря на всё это, религиозное или мистическое состояние души может быть единственным способом понять некоторые вещи, и важность этого огромна. Также возможно, что содержание этого мистического понимания невозможно выразить с помощью языка без искажений, что оно должно быть прочувствовано и прожито, а не произнесено и интеллектуально проанализировано; и каким-то образом оно верно и необходимо для жизни».

## Дальнейшая жизнь
Первая мировая война произвела глубокий перелом в жизни Харрисон. После войны она никогда больше не посещала Италию и Грецию. По большей части она работала над обзорами и новыми редакциями предыдущих публикаций; пацифистские убеждения стали причиной её изоляции. После выхода на пенсию в 1922 году она некоторое время жила в Париже вместе с Миррлиз, но затем они вернулись в Лондон, где в 1928 году Харрисон умерла от лейкемии.

### Работы, связанные с Грецией
- Prolegomena to the Study of Greek Religion (1903, новые редакции в 1908, 1922)
- Heresy and Humanity (1911)
- Themis: A Study of the Social Origins of Greek Religion (1912, новая редакция в 1927)
- Ancient Art and Ritual (1912+)
- Epilegomena to the Study of Greek Religion (1921)

### Эссе и размышления
- Alpha and Omega (1915)